# Oenoptila mixtata
Oenoptila mixtata är en fjärilsart som beskrevs av Achille Guenée 1858. Oenoptila mixtata ingår i släktet Oenoptila och familjen mätare. Inga underarter finns listade i Catalogue of Life.